# Centaurea gussonei
Centaurea gussonei — вид квіткових рослин айстрових (Asteraceae). Ендемік Сицилії.
Квіткові голови яйцюваті, верхні 8–11 мм в діаметрі.